# Fernando Lanzidei
Fernando Lanzidei (nacido el 30 de junio de 1965 en Casas, Santa Fe) es un exfutbolista argentino. Se desempeñaba como delantero y su primer club fue Rosario Central, con el que se consagró campeón de la Primera División de Argentina.

## Carrera
Debutó en la fecha final del torneo Metropolitano de 1984 ante Platense (victoria 3-0), cuando Central ya había descendido. Al año siguiente integró el plantel que consiguió el ascenso a Primera, disputando 4 partidos y marcando 1 gol durante el Campeonato de Primera División B 1985. 

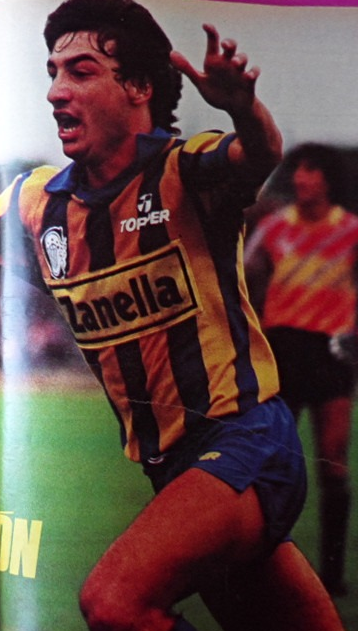
Lanzidei festejando un gol en 1987.

En el primer semestre de 1986 fue cedido a préstamo a Los Andes junto a Ariel Cuffaro Russo y Hernán Díaz, ya que por cuestiones relativas al rearmado del calendario deportivo en el fútbol argentino, el canalla debió pasar seis meses sin actividad. Retornado a Central para la temporada 1986/87, fue el centrodelantero titular del equipo campeón del Campeonato de Primera División 1986/87, disputando 25 partidos y marcando 8 goles. Si bien no tuvo un alto promedio de gol, su función de integrarse al juego del equipo fue su principal virtud. Jugó la Copa Libertadores 1987 y se mantuvo en el club de Arroyito hasta mediados de 1989. Disputó 93 partidos y convirtió 22 goles con la camiseta auriazul'. 
Pasó entonces al Racing Club de Avellaneda, equipo en el que jugó dos temporadas. En 1993 vistió la casaca de Cúcuta de Colombia, cerrando su carrera en Central Córdoba de Rosario en 1995.
Luego de su retiro trabajó como director técnico en las divisiones juveniles de Rosario Central. En 2011 dirigió la primera en forma interina, conduciendo al conjunto canalla en la última fecha del Torneo de la "B" Nacional 2010-11, tras la renuncia de Omar Palma.

## Selección nacional
Formó parte del Seleccionado Argentino durante una gira por Oceanía, en la que disputó la Australia Bicentenary Gold Cup, bajo la conducción de Carlos Bilardo. Estuvo presente en tres partidos; fue titular en el encuentro ante Arabia Saudita que terminó igualado 2 a 2, mientras que ingresó desde el banco ante Brasil (empate 0-0) y nuevamente ante Arabia Saudita (victoria 2-0) por el tercer puesto del torneo.

### Detalle de partidos
| Instancia                      | Fecha      | Estadio                | Rival          | Resultado |
| ------------------------------ | ---------- | ---------------------- | -------------- | --------- |
| Australia Bicentenary Gold Cup | 06-07-1988 | Adelaide Football Park | Arabia Saudita | 2-2       |
| Australia Bicentenary Gold Cup | 10-07-1988 | Sydney Olympic Park    | Brasil         | 0-0       |
| Australia Bicentenary Gold Cup | 16-07-1988 | Bruce Stadium Canberra | Arabia Saudita | 2-0       |

## Clubes
| Club             | País      | Año             |
| ---------------- | --------- | --------------- |
| Rosario Central  | Argentina | 1984-85/1986-89 |
| Los Andes        | Argentina | 1986            |
| Racing Club      | Argentina | 1989-91         |
| Cúcuta Deportivo | Colombia  | 1993            |
| Central Córdoba  | Argentina | 1994-95         |

## Palmarés
| Título           | Equipo                | País      | Año     |
| ---------------- | --------------------- | --------- | ------- |
| Segunda División | C. A. Rosario Central | Argentina | 1985    |
| Primera División | C. A. Rosario Central | Argentina | 1986/87 |